# Hoefslag (dijk)
Met hoefslag wordt oorspronkelijk het deel van een dijk aangeduid, waar de daar aangelegen hoeve verantwoordelijk was voor het onderhoud. Dat gold zowel voor de functie van de dijk tegen het water als de functie van de dijk als begaanbare weg.
De verhoefslaging stamt uit de voor-Grafelijke periode. Aanvankelijk waren alle slagen gelijk, en kon een hoeve voor een of meer slagen aansprakelijk zijn. Later werden slagen afhankelijk van het grondoppervlak van de hoeve. 
Toen de dijken onder het beheer van de waterschappen gesteld werden, bleef het begrip bestaan voor het onderhoud als taak (hoefslagplicht) van de ingeland, of eigenaar, van een bepaald perceel.
Tijdens een schouw werd jaarlijks door de poldermeesters, namens het college van dijkgraaf en heemraden, gecontroleerd of het onderhoud door de zogenoemde gehoefslaagden naar wens was uitgevoerd. Zo niet, dan werd de onderhoudsplichtige alsnog middels een openbare kennisgeving gemaand het onderhoud uit te voeren. Daarna volgde dan zes weken later een naschouw. Als de gemaande niets of te weinig had gedaan, of bij weigering, kon hij door de dijkgraaf tot een boete worden veroordeeld. Met name de dijken langs onder andere Lek en Hollandsche IJssel werden volgens dit stelsel onderhouden voordat de waterschappen het werk in eigen beheer gingen uitvoeren.